# Roadhouse 66
RoadHouse 66 é um filme estadunidense de acção, comédia e aventura, dirigido por John Mark Robinson e estrelado por Willem Dafoe e Judge Reinhold.

## Sinopse
Beckman é um jovem de Nova York que está a caminho da Califórnia para uma reunião de negócios, quando se envolve em problemas com bandidos locais de Kingman, que atiram contra seu carro e tentam tirá-lo da estrada, durante um racha. Ele consegue carona com Johnny, um ex-músico de rock and roll que também está passando pela cidade. Juntos, os dois são perseguidos pelos bandidos que os desafiam para uma louca corrida de ida e volta de Kingman a Oatman, passando pela Rodavia 66.

## Elenco
- Willem Dafoe - Johnny Harte
- Judge Reinhold - Beckman Hallsgood Jr.
- Kaaren Lee - Jesse Duran
- Kate Vernon - Melissa Duran
- Stephen Elliott - Sam
- Alan Autry - Hoot
- Kevyn Major Howard - Dink
- Peter Van Norden - Moss
- Erica Yohn - Thelma
- James Intveld - James Fury
- Western Union Man - ele mesmo
- Katie Graves - Mary Lou
- William Lane - dublê
- Dave Cass - dublê
- Roydon Clark - dublê
- John Moio - dublê
- Mike Adams - dublê
- Joe Dunne - dublê